# Good Feeling
"Good Feeling" é uma canção do rapper norte-americano Flo Rida para seu quarto álbum de estúdio Wild Ones. Lançado em 29 de agosto de 2011 nos Estados Unidos. A canção foi escrita por Dr. Luke, Cirkut, Breyan Isaac, Arash Pournouri, Tim Bergling e contém vocal da música "Something's Got a Hold on Me" de Etta James escrita por James, Leroy Kirkland, and Pearl Woods, "Good Feeling" atingiu a terceira posição na Billboard Hot 100, tornando-se seu sexto top-10 e o quarto single de top 5 na parada americana. A música se tornou um hip top 10 em 16 países.

## Faixas
- CD single[3]

1. "Good Feeling" – 4:06
2. "Good Feeling" (Jaywalker Remix) – 4:51

- Download digital[4]

1. "Good Feeling" – 4:06

- Download digital — remixes[5]

1. "Good Feeling" – 4:06
2. "Good Feeling" (Bingo Players Remix) – 5:33
3. "Good Feeling" (Hook N Sling Remix) – 6:15
4. "Good Feeling" (Carl Tricks Remix) – 5:40
5. "Good Feeling" (Sick Individuals Remix) –6:18
6. "Good Feeling" (Jaywalker Remix) – 4:51
7. "Good Feeling" (J.O.B. Remix) – 5:50
8. "Good Feeling" (Seductive Remix) – 4:45

## Posições e certificações
| País — Tabela musical (2011–12)                | Posição de pico |
| ---------------------------------------------- | --------------- |
| Austrália (ARIA)                               | 4               |
| Áustria (Ö3 Austria Top 75)                    | 1               |
| Bélgica (Ultratop 50 de Flandres)              | 10              |
| Bélgica (Ultratop 50 da Valônia)               | 4               |
| Brasil - Billboard Brasil Hot 100              | 21              |
| Canadá (Canadian Hot 100)                      | 2               |
| República Checa (Rádio Top 100)                | 18              |
| Dinamarca (Hitlisten)                          | 14              |
| Finlândia (Suomen virallinen lista)            | 7               |
| França (SNEP)                                  | 3               |
| O campo songid é OBRIGATÓRIO PARA PARADA ALEMÃ | 1               |
| Hungria (Rádiós Top 40)                        | 2               |
| Hungria (Dance Top 40)                         | 2               |
| Países Baixos (Single Top 100)                 | 69              |
| Irlanda (IRMA)                                 | 1               |
| Nova Zelândia (Recorded Music NZ)              | 5               |
| Noruega (VG-lista)                             | 7               |
| Polônia — ZPAV                                 | 4               |
| Polônia — Dance Top 50                         | 29              |
| Romênia — Romanian Top 100                     | 5               |
| Escócia (Scottish Singles Chart)               | 1               |
| Eslováquia (Rádio Top 100)                     | 34              |
| África do Sul — Mediaguide                     | 1               |
| Espanha (PROMUSICAE)                           | 11              |
| Suécia (Sverigetopplistan)                     | 4               |
| Suíça (Schweizer Hitparade)                    | 3               |
| Reino Unido (UK Singles Chart)                 | 1               |
| Reino Unido (OCC UK R&B)                       | 1               |
| Estados Unidos (Billboard Hot 100)             | 3               |
| Estados Unidos (Billboard Dance Club Songs)    | 32              |
| Estados Unidos (Billboard R&B/Hip-Hop Songs)   | 80              |
| Estados Unidos (Billboard Adult Top 40)        | 24              |
| Estados Unidos (Billboard Mainstream Top 40)   | 1               |
| Estados Unidos (Billboard Hot Rap Songs)       | 8               |
| Venezuela — Venezuela Pop Rock General         | 3               |

| País — Tabela musical (2011)         | Posição |
| ------------------------------------ | ------- |
| Austrália — Australian Singles Chart | 20      |
| Austria — Austrian Singles Chart     | 56      |
| Alemanha — German Singles Chart      | 43      |
| Hungria — Hungarian Airplay Chart    | 62      |
| Suiça — Swiss Singles Chart          | 74      |

| País — Certificador (Vendas)      | Certificação (limiares de vendas) |
| --------------------------------- | --------------------------------- |
| Austrália — ARIA (280,000)        | 4× Platina                        |
| Austria — IFPI Áustria (15,000)   | Ouro                              |
| Alemanha — BVMI( 150,000)         | Ouro                              |
| Estados Unidos — RIAA (2,000,000) | 2× Platina                        |

## Histórico de lançamento
| País           | Data                   | Formato          | Gravadora                                             |
| -------------- | ---------------------- | ---------------- | ----------------------------------------------------- |
| Estados Unidos | 29 de agosto de 2011   | Download digital | Atlantic Records, Poe Boy Entertainment               |
| Alemanha       | 29 de agosto de 2011   | Download digital | Atlantic Records, Poe Boy Entertainment, Warner Music |
| Alemanha       | 11 de novembro de 2011 | CD single        | Atlantic Records, Poe Boy Entertainment, Warner Music |
| Reino Unido    | 13 de novembro 2011    | Download digital | Atlantic Records, Poe Boy Entertainment               |